# Resovia Rzeszów
El Resovia Rzeszów es una entidad polideportiva, con sede en la ciudad de Rzeszów, en Polonia. Destaca su equipo de fútbol masculino, de voleibol y de baloncesto. También cuenta con su propia sección de tiro con arco y atletismo. 

## Equipo de fútbol
El equipo de fútbol del Resovia Rzeszów no puede presumir de haber obtenido tantos títulos como las otras entidades deportivas del equipo. Fue fundado en 1910 cuando Galitzia (región histórica que en la actualidad se encuentra entre Polonia, Ucrania y Eslovaquia) formaba parte del Imperio austrohúngaro.
En 1981 consiguieron llegar hasta las semifinales de la Copa de Polonia, el máximo logro que ha obtenido en toda su historia. Actualmente el equipo juega en la II Liga, la tercera división de la Ekstraklasa.

## Equipo de voleibol

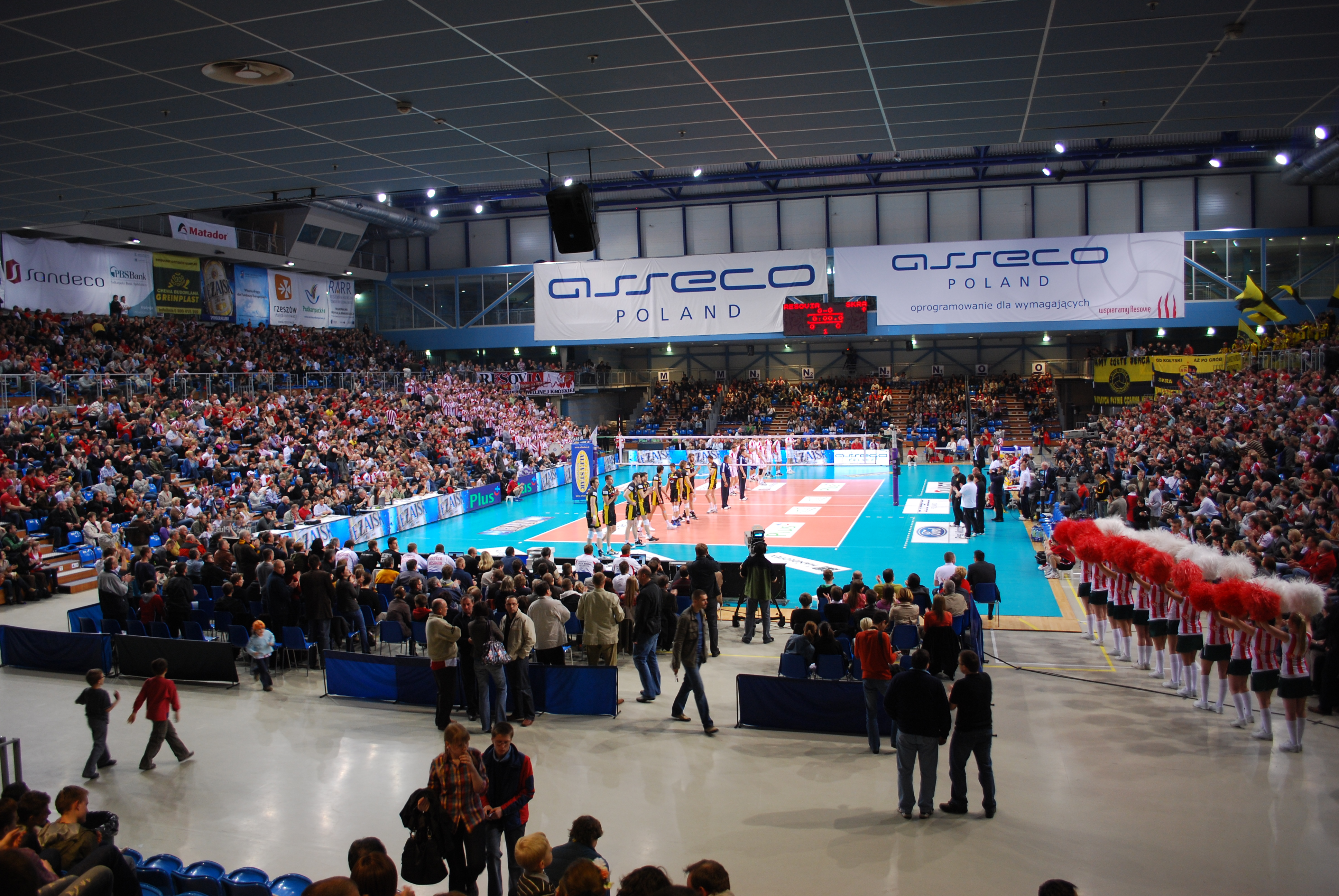
Partido de voleibol entre el Asseco Resovia Rzeszów y el Skra Bełchatów.

El equipo de voleibol del Resovia Rzeszów (renombrado como Asseco Resovia Rzeszów) juega en la PlusLiga, la máxima categoría del país. Con dos ligas ganadas y tres subcampeonatos, actualmente ocupa el séptimo puesto en el ranking de la liga. También logró ser subcampeón en la Liga de campeones de 1972, donde cayó frente al VC CSKA Moscú y de 2015 donde fue derrotada por el VK Zenit Kazán.

### Palmarés
- Campeón de la PlusLiga (2): 2011, 2012.
- Subcampeón de la Liga de Campeones: 1972, 2014-15
- Subcampeón de la Copa CEV: 2011

## Equipo de baloncesto
El equipo de baloncesto se coronó en 1975 campeón de la Polska Liga Koszykówki, la primera división de Polonia. Consiguió vencer al Wisła Cracovia en la final y obtuvo el puesto para jugar Copa de Europa de baloncesto, pero el Resovia no pudo avanzar hasta los cuartos de final. En la temporada 1977-1978 también consiguió participar en la Copa Korać. Actualmente juega en la tercera división del país.

### Palmarés
- Campeón de la Polska Liga Koszykówki (1): 1975.